# Na Tum Jaano Na Hum
Na Tum Jaano Na Hum è un film del 2002 diretto da Arjun Sablok.

## Trama
Esha Malhotra è una ragazza allegra e vivace che ha appena finito il college. In un libro della biblioteca trova una nota scritta da un ex studente della sua scuola che coincide esattamente con le sue idee i suoi sentimenti riguardo all'amore.
Esha chiama allora il deejay di una stazione radio e richiede una canzone, ripetendo le parole lasciate sul biglietto.
Un uomo anonimo chiama subito dopo, affermando che è lui quello che ha scritto la lettera e vorrebbe incontrarla un giorno poiché sembrano avere gli stessi sentimenti riguardo all'amore e ad altri aspetti della vita. L'annunciatore radiofonico stabilisce una data e un'ora per il loro incontro alla stazione radio. L'uomo arriva ma trova solo una lettera che lo aspetta. La lettera non riporta il nome o l'indirizzo di chi l'ha lasciata, solo un numero di casella postale a cui la ragazza chiede di scrivere per poter essere amici.
La corrispondenza tra i due inizia.
L'uomo si rivela essere il fotografo Rahul Sharma. Lui e Esha continuano a scriversi senza mai incontrarsi né dirsi i loro nomi.
Il destino porta i due a conoscersi quando Esha assume Rahul come fotografo per una campagna pubblicitaria della società con cui collabora, ovviamente né lei può sapere che proprio lui è il misterioso interlocutore delle sue lettere né lui sa che fosse lei.
Il nonno di Esha nel frattempo vuole che lei trovi marito e si sposi e così organizza per lei un incontro con Akshay Kapoor, un ragazzo poco incline alle relazioni stabili e un donnaiolo che è anche, fatalità, il miglior amico di Rahul.
Esha si è innamorata del suo amico di penna e non vuole sposare Akshay. Tuttavia, Akshay, che mai ha mostrato un interesse serio per nessun'altra ragazza, si innamora subito di Esha.
Rahul, innamorato della persona con cui si scambia lettere da diverso tempo, decide che è il momento di incontrare colei a cui scrive e le dà un appuntamento. Con suo grande shock, scopre che si tratta proprio di Esha, la ragazza promessa al suo migliore amico.
A causa della sua amicizia con Akshay, che è profondamente innamorato di Esha, Rahul decide di dimenticarla.
Esha, incapace di contattare il suo amore anonimo, accetta di sposare Akshay. Rahul parte per Vancouver il giorno prima del matrimonio, giurando che non cercherà mai più di rivedere nessuno dei due.
Quattro anni dopo, in un centro commerciale in Canada, Rahul incontra Akshay, che ora ha un figlio. Rahul pensa che Esha si trovi lì con lui ma scopre che è invece l'ex fidanzata di Akshay ad essere divenuta sua moglie e madre di suo figlio.
Akshay gli spiega che non poteva sposare Esha alla fine perché lei amava ancora profondamente il suo misterioso scrittore di lettere anonime.
Improvvisamente, un gruppo di operai nel centro commerciale porta in un grande ritratto di Esha e Akshay comprende, dalla reazione dell'amico, che Rahul è lo scrittore misterioso di cui Esha si è innamorata. Esorta quindi Rahul a tornare in India.
Rahul lo fa e si ricongiunge con Esha svelandole la verità sulle lettere.